# 平津村
平津村（ひらつそん）は、岡山県御津郡にあった自治体である。1900年（明治33年）3月31日までは津高郡に属していた。

## 概要
現在は岡山市北区一宮地域の楢津・今岡・首部・一宮山崎・佐山に当たり、佐山のみ桃丘小学校区、それ以外は平津小学校区となっている。
村名の平津は、楢津村の4ヶ村連合小学校などに使用されていたことから採用された。
村内には貝塚が現存し、楢津や山崎など海辺に関係ある名称が多いことから大古は波打ち際に位置していたものと想像される。
古くは備前国津高郡馬屋郷に属し、江戸時代は岡山藩領となった。明治維新時には今岡村・山崎村・東楢津村（枝村の中楢津・西楢津）・首部村・佐山村の村落があった。
東楢津村は中楢津・西楢津成立以前は楢津村と称していたとされる。
首部（こうべ）は白山神社の境内にある高さ2mほどの塚が、吉備津彦命が退治した鬼の首を埋めた首塚といわれ、また源平笹ヶ瀬合戦で戦死した者の塚ともいわれる。

## 沿革
- 1875年（明治8年）12月27日 - 東楢津村・東楢津村ノ内中楢津・東楢津村ノ内西楢津が合併して楢津村となる[3]。
- 1883年（明治16年）2月15日 - 連合戸長役場制度発足により、津高郡第四部戸長役場を楢津村に設置し、同村および今岡村・山崎村・首部村を管轄。佐山村は同第五部戸長役場（富原村、後の横井村）の管轄となる[3][2]。
- 1889年（明治22年）6月1日 - 町村制の施行により、第四部戸長役場管轄区域および佐山村の計5村が合併して村政施行し、平津村が発足。旧村名を継承した5大字を編成し、役場を楢津に設置[6]。
- 1900年（明治33年）4月1日 - 津高郡と御野郡が合併し御津郡となる。
- 1955年（昭和30年）1月1日 - 一宮村・馬屋下村と合併して一宮町が発足。同日平津村廃止。

## 行政

### 歴代村長
| 代         | 氏名       | 就任年月日                | 退任年月日                 | 備考 |
| ---------- | ---------- | ------------------------- | -------------------------- | ---- |
| 1-2        | 児島𧮎二郎 | 1889年（明治22年）7月24日 | 1897年（明治30年）7月23日  |      |
| 3-4        | 児島𧮎二郎 | 1897年（明治30年）8月14日 | 1902年（明治35年）8月8日   |      |
| 5-6        | 児島𧮎二郎 | 1903年（明治36年）5月6日  | 1908年（明治41年）2月5日   |      |
| 7          | 福田万三郎 | 1908年（明治41年）2月21日 | 1909年（明治42年）4月10日  |      |
| 8-13       | 児島𧮎二郎 | 1909年（明治42年）4月21日 | 1930年（昭和5年）7月10日   |      |
| 14         | 原鹿太郎   | 1930年（昭和5年）7月20日  | 1934年（昭和9年）7月15日   |      |
| 15         | 常光恭一   | 1934年（昭和9年）7月16日  | 1937年（昭和12年）6月10日  |      |
| 16         | 松島茂三郎 | 1937年（昭和12年）6月11日 | 1940年（昭和15年）1月31日  |      |
| 17-18      | 吉原斗     | 1940年（昭和15年）2月1日  | 1946年（昭和21年）10月22日 |      |
| 19         | 丹原浩     | 1947年（昭和22年）4月5日  | 1951年（昭和26年）4月4日   |      |
| 20         | 丹原浩     | 1951年（昭和26年）4月23日 | 1954年（昭和29年）12月31日 |      |
| 参考文献 - |            |                           |                            |      |

## 教育
- 平津村立平津小学校（現・岡山市立平津小学校）
  - 校舎は1975年（昭和50年）に移転、跡地は平津コミュニティハウスなどとなっている[7]。

## 交通
- 最寄りの駅：備前一宮駅